# Saint-Fabien
Saint-Fabien är en socken (municipalité de paroisse) och tätort (centre de population) i provinsen Québec i Kanada. Den ligger i regionen Bas-Saint-Laurent, i den östra delen av landet, 600 km nordost om huvudstaden Ottawa.